# 諸葛倬
諸葛倬（？—17世紀），字士年，泉州府晉江縣人，南明政治人物。

## 生平
諸葛倬是隆武年間的恩貢，擅長行楷、八分書，蔣德璟推薦擔任待詔，加御史、職方郎中、僉事，監督鄭鴻逵軍隊前往浙東。福京失陷，他和許吉璟、黃維璟在思明依附鄭成功，永曆帝晉升他為光祿卿。有一名投降清朝的官員寫信向他招降，說「若然前來，立刻讓你擔任布政使。」，又出言恐嚇。諸葛倬覆信，指出「大千世界，怎需要問微塵，若然強迫，我便剖胸著地，勿問是肝還是肉了。」某人收到後，不知所措而作罷。之後他在東寧去世，虛歲七十九。

## 引用
1. 1 2  錢海岳《南明史·卷五十八·列傳第三十四》：諸葛倬，字士年，晉江人。隆武時恩貢。工行楷、八分書。蔣德璟薦授待詔，加御史、職方郎中、僉事，監鄭鴻逵軍出浙東。福京亡，與許吉璟、黃維璟依鄭成功思明。昭宗晉光祿卿。
2. ↑  錢海岳《南明史·卷五十八·列傳第三十四》：有降臣某書招之，謂「幡然肯來，監司可立致」，且怵以危語。倬復書謂「須彌大千，何問微塵，必欲相強，便當刳胸著地，勿問是肝是肉矣。」某得書，惘然而罷。後卒於東寧，年七十九。